# PostNord Danmark
PostNord Danmark (до 2016 — Post Danmark A/S; в прошлом Post & Telegrafvæsenet) — крупнейший почтовый оператор в Дании.

## История

Логотип Post Danmark A/S

Логотип PostNord AB

Национальная почтовая служба Дании была учреждена королём Кристианом IV 24 декабря 1624 года. Дания выпускает собственные почтовые марки с 1 апреля 1851 года, а 1 июля 1875 года стала членом Всемирного почтового союза.

## Современность
В 2007 году в компании работало более 21 000 сотрудников.
В 2009 году компания объединилась со шведским почтовым оператором Posten и образовали холдинг PostNord AB.
С 2011 года почтой Дании и Швеции приступили к внедрению новой почтовой услуги — «цифровых марок».

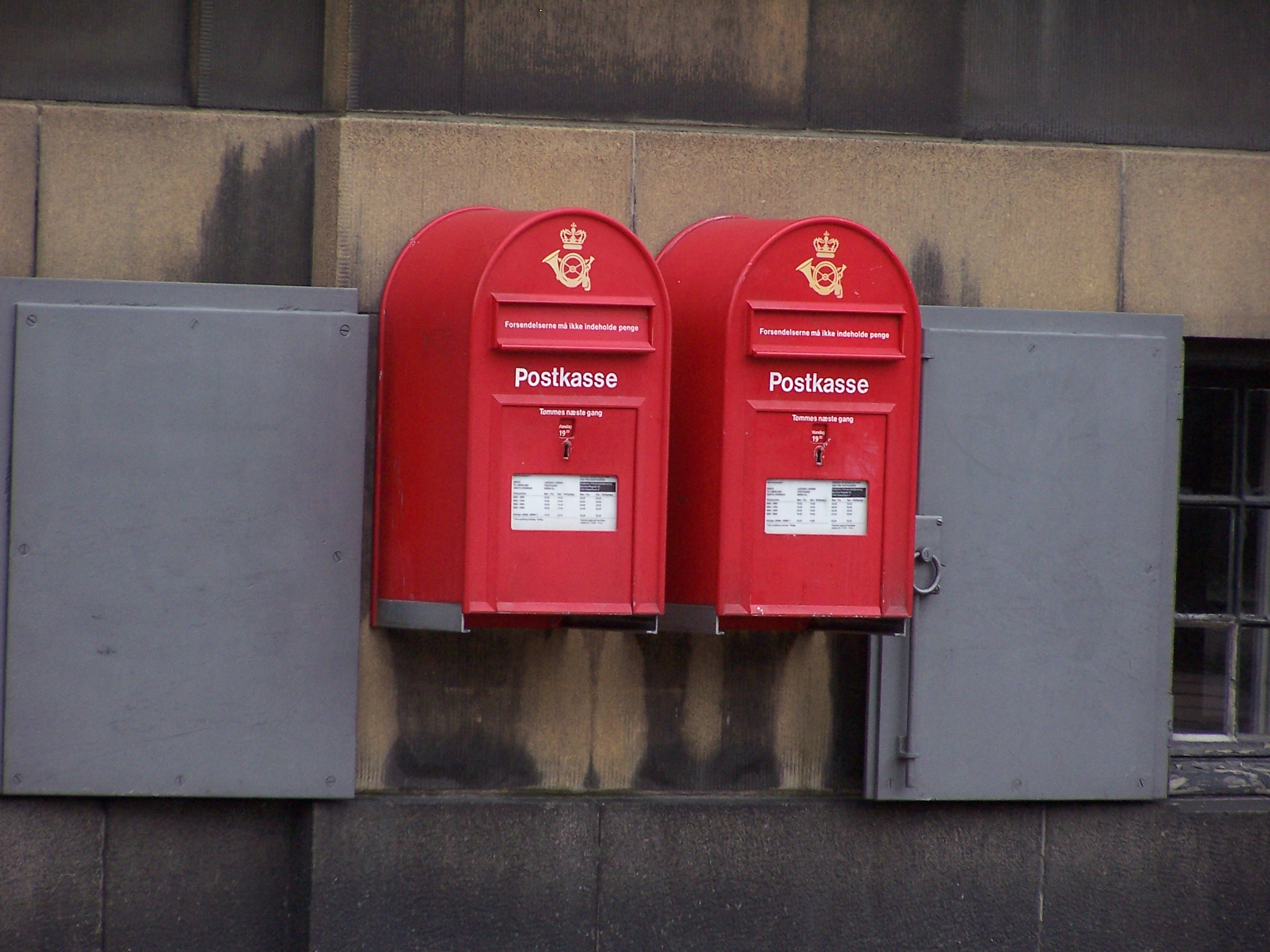
Почтовые ящики Post Danmark

В 2025 году компания объявила, что с начала следующего года прекратит доставлять бумажные письма, сократит 1 500 сотрудников и уберет 1 500 почтовых ящиков. 

## Штаб-квартира
Центральный офис компании находится по адресу:

Hedegaardsvej 88, 2300 København S, Denmark